# Riccia jovet-astiae
Riccia jovet-astiae là một loài rêu trong họ Ricciaceae. Loài này được E. Vianna mô tả khoa học đầu tiên năm 1985.